# Z/Architecture
z/Architecture, anomenada inicialment i breument ESA Modal Extensions (amb acrònim anglès ESAME), és l'arquitectura de conjunt d'instruccions d'ordinador de conjunt d'instruccions complexes (CISC) de 64 bits d' IBM, implementada pels seus ordinadors mainframe. IBM va presentar el seu primer sistema basat en z/Architecture, el z900, a finals de 2000. Els sistemes z/Architecture posteriors inclouen IBM z800, z990, z890, System z9, System z10, zEnterprise 196, zEnterprise 114, zEC12, zBC12, z13, z14, z15 i z15.
z/Architecture manté la compatibilitat enrere amb l'arquitectura d'adreçament de dades de 32 bits/31 bits anterior ESA/390 i els seus predecessors fins al sistema/360 d'adreçament de dades de 32 bits/24 bits. L'IBM z13 és l'últim servidor z Systems que admet l'execució d'un sistema operatiu en mode d'arquitectura ESA/390. Tanmateix, tots els programes d'aplicació d'estat problemàtic de 24 i 31 bits escrits originalment per executar-se a l'arquitectura ESA/390 no es veuran afectats per aquest canvi.
Cada espai d'adreces z/OS, anomenat espai d'adreces de 64 bits, té una mida de 16 exabytes.

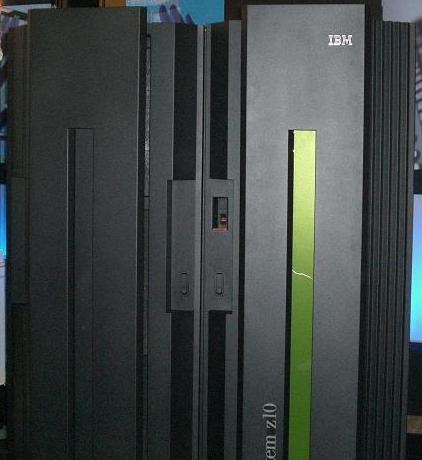
Ordinador central IBM System Z10.

La majoria els sistemes operatius per a z/Architecture, inclòs z/OS, generalment restringeixen l'execució de codi als 2 primers GB (31 bits d'adreça, o 231 bytes adreçables) de cada espai d'adreces virtuals per raons d'eficiència i compatibilitat més que per límits arquitectònics. La implementació z/OS del llenguatge de programació Java és una excepció. La implementació de memòria virtual z/OS admet múltiples 2 Espais d'adreces GB, que permeten més de 2 GB de codi de programa resident simultàniament. La versió de 64 bits de Linux a IBM Z permet que el codi s'executi dins d'intervals d'adreces de 64 bits.